# Mack Swain
Mack Swain (Salt Lake City, 16 febbraio 1876 – Tacoma, 25 agosto 1935) è stato un attore e regista statunitense.

## Biografia

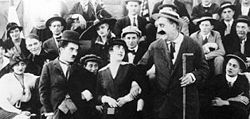
Charlie Chaplin e Mack Swain in una scena della comica Charlot alle corse

Mack Swain entrò nel mondo dello spettacolo in giovanissima età: adolescente, si allontanò dalla famiglia per seguire compagnie di artisti di strada, teatranti, girando la provincia americana, affermandosi poi nel vaudeville e sui palcoscenici di Broadway impersonando principalmente, grazie alla sua mole, il ruolo del bullo prepotente, sviluppato nel fisico ma scarso di cervello.
L'incontro col cinema avvenne nel 1913, quando fu chiamato dal boss Mack Sennett per la sua neonata casa di produzione cinematografica Keystone per recitare al fianco di Mabel Normand, Roscoe Arbuckle, Chester Conklin. Diede vita al personaggio di Ambrose, galante, erculeo dongiovanni, dagli occhi infossati in orbite scure, un paio di maestosi baffoni e un ciuffo a dividere la fronte spaziosa. Nel 1914 sarà partner di Charlie Chaplin nei suoi primi cortometraggi Keystone. Con Syd Chaplin e Gloria Swanson fece alcune apparizioni tra il 1915 e il 1916. Ambrose lascerà la Keystone nel 1917 per seguire Ford Sterling e Pathé Lehrman alla L-KO. La prematura scomparsa di Eric Campbell, magnifica spalla nel ruolo del cattivo, gli varrà la chiamata di Chaplin per sostituirlo in alcuni film seguenti il 1917 e fino alla memorabile interpretazione di Giacomone (Big Jim) nel capolavoro La febbre dell'oro (1925).
Seguirono collaborazioni e partecipazioni con Harold Lloyd, Ben Turpin, Mary Pickford. Fu di nuovo con Sennett in alcuni dei suoi primi corti sonori nel 1930.
Nel 1932 ottenne la candidatura all'Academy Award per la partecipazione in Stout Hearts and Willing Hands come miglior cortometraggio.
L'ultima sua apparizione sullo schermo fu nel 1935 in Bad Boy. Un attacco cardiaco ne concluse l'esistenza nell'agosto dello stesso anno a 59 anni. Lasciò la moglie Cora King.

## Filmografia parziale

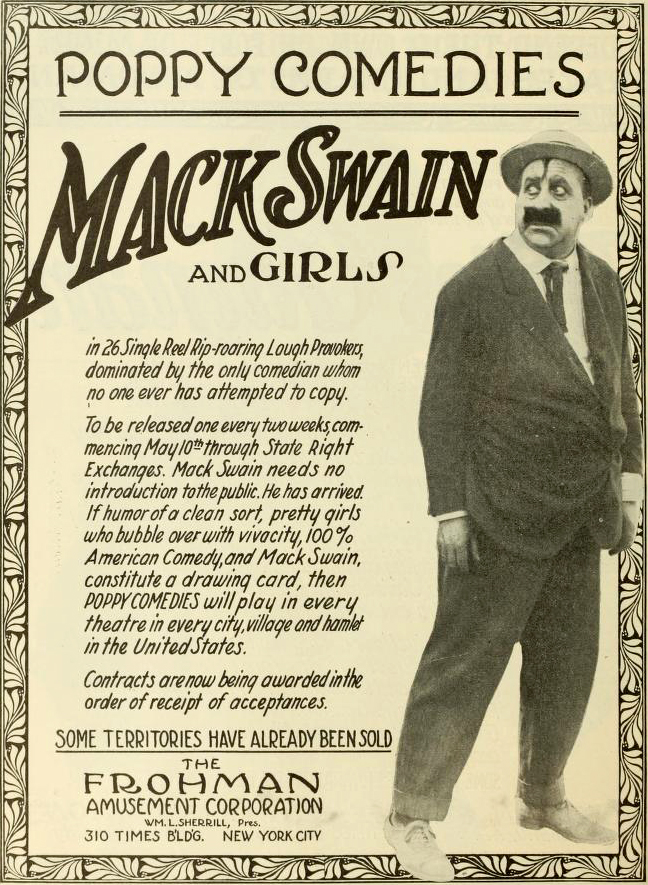
Mack Swain (1919)

- A Muddy Romance, regia di Mack Sennett (1913)
- Fatty Joins the Force (1913)
- Charlot e Mabel (Mabel at the Wheel) (1914)
- Charlot falso barone (Caught in a Cabaret) (1914)
- Charlot e la sonnambula (Caught in the Rain) (1914)
- Charlot cerca marito (A Busy Day), regia di Mack Sennett (1914)
- Il martello di Charlot (The Fatal Mallet), regia di Mack Sennett (1914)
- Charlot e la partita di boxe (The Knockout), regia di Mack Sennett (1914)
- Mabel si marita (Mabel's Married Life), regia di Mack Sennett (1914)
- Charlot dentista (Laughing Gas), regia di Charlie Chaplin (1914)
- Hello, Mabel (1914)
- Charlot alle corse (Gentlemen of Nerve), regia di Charlie Chaplin (1914)
- Il pianoforte di Charlot (His Musical Career), regia di Charlie Chaplin (1914)
- Charlot papà (His Trysting Place), regia di Charlie Chaplin (1914)
- Il fortunoso romanzo di Tillie (Tillie's Punctured Romance), regia di Mack Sennett (1914)
- Fatty's Wine Party di Roscoe 'Fatty' Arbuckle (1914)
- The Sea Nymphs, regia di Roscoe 'Fatty' Arbuckle (1914)
- His Taking Ways, regia di John Francis Dillon (1914)
- His Halted Career, regia di Walter Wright (1914)
- Leading Lizzie Astray, regia di Roscoe 'Fatty' Arbuckle (1914)
- Charlot ai giardini pubblici (Getting Acquainted), regia di Charlie Chaplin (1914)
- Il sogno di Charlot (His Prehistoric Past), regia di Charlie Chaplin (1914)
- Ambrose's First Falsehood (1914)
- The Fatal Hansom (1914)
- Fatty and Minnie He-Haw (1914)
- Love, Speed and Thrills (1915)
- The Home Breakers, regia di Walter Wright (1915)
- Fatty's New Role (1915)
- Caught in a Park (1915)
- Willful Ambrose (1915)
- Ambrose's Fury (1915)
- Mabel Lost and Won, regia di Mabel Normand (1915)
- Those Bitter Sweets, regia di F. Richard Jones (1915)
- A Home Breaking Hound, regia di Charley Chase (1915)
- When Ambrose Dared Walrus, regia di Walter Wright (1915)
- The Battle of Ambrose and Walrus, regia di Walter Wright (1915)
- The Best of Enemies, regia di Frank Griffin (1915)
- Fatty and the Broadway Stars, regia di Roscoe 'Fatty' Arbuckle (1915)
- A Modern Enoch Arden, regia di Charles Avery e Clarence G. Badger (1916)
- A Home Breaking Hound
- Ambrose's Cup of Woe (1916)
- Vampire Ambrose (1916)
- Ambrose's Rapid Rise (1916)
- Safety First Ambrose (1916)
- Ambrose's Icy Love (1918)
- Ambrose and His Widow (1918)
- Adventurous Ambrose (1918)
- Money Talks, regia di Fred Hibbard (1919)
- Foxy Ambrose (1919)
- Innocent Ambrose (1920)
- Charlot e la maschera di ferro (The Idle Class) (1921)
- Giorno di paga (Pay Day) (1922)
- Il pellegrino (The Pilgrim) (1923)
- La febbre dell'oro (The Gold Rush) (1925)
- L'aquila, conosciuto anche come Aquila nera (The Eagle), regia di Clarence Brown (1925)
- Hands Up!, regia di Clarence G. Badger (1926)
- Kiki (1926)
- Her Big Night, regia di Melville W. Brown (1926)
- La collana di Penelope (Honesty - The Best Policy), regia di Chester Bennett e Albert Ray (1926)
- Il torrente (Torrent), regia di Monta Bell (1926)
- Footloose Widows, (1926)
- Mockery, regia di Benjamin Christensen (1927)
- A Texas Steer, regia di Richard Wallace (1927)
- The Girl from Everywhere (1927)
- I signori preferiscono le bionde (Gentlemen Prefer Blondes), regia di Malcolm St. Clair (1928)
- Marianne, regia di Robert Z. Leonard (1929)
- L'ultimo avviso (The Last Warning), regia di Paul Leni (1929)
- La porta chiusa (The Locked Door), regia di Geo. Fitzmaurice (George Fitzmaurice) (1929)
- Redenzione (Redemption), regia di Fred Niblo e Lionel Barrymore (1930)
- Il vampiro del mare (The Sea Bat), regia di Lionel Barrymore (1930)
- Cleaning Up (1930)
- Soup to Nuts (1930)
- Finn and Hattie (1931)
- The Wide Open Spaces (1931)
- Lighthouse Love (1932)
- The Midnight Patrol, regia di Christy Cabanne (1932)
- Stout Hearts and Willing Hands (1932)
- Up Popped the Ghost (1932)
- Bad Boy, regia di John G. Blystone (1935)